# 4970 Druyan
4970 Druyan је астероид главног астероидног појаса са средњом удаљеношћу од Сунца која износи 2,395 астрономских јединица (АЈ).
Апсолутна магнитуда астероида је 12,9.